# Крупеня, Василий Никитич
Василий Никитич Крупеня (5.2.1906, д. Жуково Уфимского уезда Уфимской губернии (ныне с. Жуково Уфимского района Республики Башкортостан) — 10.10.2004, г. Стерлитамак) — советский хозяйственный, государственный и политический деятель. В 1946-52 1-й секретарь Стерлитамакского райкома ВКП(б), с 1952 по январь 1963 1-й секретарь Стерлитамакского райкома КПСС.
Член ВКП(б) с 1929 года.

## Биография
Родился в деревне Жуково в 1906 году. В 13 лет, окончил Жуковскую начальную школу (1919).
С 1919 года по 1970 — на хозяйственной, общественной и политической работе (инструктор, секретарь, 2-й секретарь, 1-й секретарь Уфимского райкома ВКП(б), 1-й секретарь Стерлитамакского райкома КПСС, председатель Стерлитамакского районного комитета народного контроля).
Начинал в 1919 гг. как крестьянин в отцовском хозяйстве, затем монтер в кантоновской конторе связи.
В эти годы (1929) вступил в коммунистическую партию.
С 1930 в системе потребкооперации Башкирской АССР.
С 1937 на партийной работе: инструктор, секретарь, 2-й секретарь Уфимского райкома ВКП(б). С 1941 работал 1-м секретарем Уфимского райкома ВКП(б).
В 1963-70 председатель Стерлитамакского райкома народного контроля.
Избирался депутатом Совета Национальностей Верховного Совета СССР 3-го созыва от Башкирской АССР, депутатом Верховного Совета БАССР 2-го, 5-го и 6-го созывов.
Скончался 10 ноября 2004 года на 98 году жизни в Стерлитамаке.

## Награды
Награжден 2 орденами Ленина (22.03.1949; 1957), «Знак Почета» (1943), медалями и Почетной грамотой ВС БАССР (1966).